# 昌州 (金朝)
昌州，金朝到明朝设置的州。
辽朝的头下昌州，金太祖天辅七年（1123年）降为建昌县，属于桓州。金章宗明昌七年（1196年）重新设置昌州，属于西北路招讨使，后来改属于奉圣州。治所在宝山县（今河北省沽源县西116里九连城镇）。卫绍王大安三年（1211年）廢棄于蒙古。元初昌州隶宣德府，元世祖中统三年（1262年）隶兴和路，置盐使司。元仁宗延祐六年（1319年），改为宝昌州。